# Pepe Reina
José Manuel „Pepe” Reina Páez (n. 31 august 1982, Madrid, Spania) este un fotbalist spaniol, care joacă pe post de portar la Como în Serie A. Pe plan internațional, are prezențe la națională pentru Catalonia, Spania U-16⁠(d), Spania U17⁠(d), Spania U-18⁠(d), Spania U-21 și Spania.
El este fiul celebrului fost portar al lui FC Barcelona și Atlético Madrid, Miguel Reina. Pepe Reina își câștigase încă de pe când juca la Villarreal CF reputația de portar bun în pararea loviturilor de la 11 metri.

## Carieră

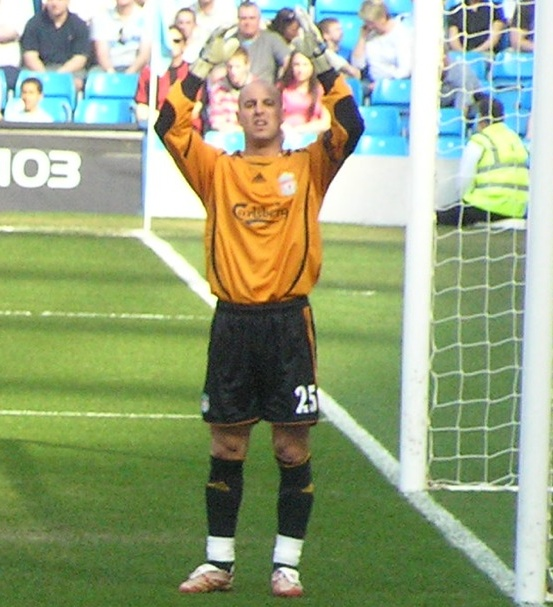
Reina jucând la Liverpool în 2007

Deși s-a născut la Madrid, Reina și-a început cariera la FC Barcelona, făcându-și debutul în formația catalană pe când avea doar 18 ani. În ediția 2000-2001 a Cupei UEFA a jucat chiar împotriva actualei sale echipe, Liverpool, în semifinalele competiției. Pentru a putea juca meci de meci titular a fost împrumutat la Villarreal CF în 2002. Acest club l-a achiziționat pe Reina în 2004, tânărul portar ajutând echipa să ocupe un loc care permitea prezența în Liga Campionilor. În sezonul 2004-2005, Reina a apărat șapte penalty-uri din totalul de nouă.

### Liverpool
În iulie 2005 Liverpool F.C. a ajuns la un acord cu Villarreal, managerul cormoranilor, Rafael Benítez, declarând despre Reina că ar fi „cel mai bun portar din Spania”. Reina a debutat la Liverpool împotriva echipei Total Network Solutions F.C., în primul tur preliminar al Ligii Campionilor, după ce Liverpool câștigase Liga Campionilor în sezonul precedent, dar nu-și asigurase în Premier League un loc care s-o ducă măcar în turul trei preliminar al competiției.
Pe durata sezonului 2005-2006 Reina a devenit prima opțiune pentru postul de portar la Liverpool, în dauna mai experimentatului portar polonez Jerzy Dudek, eroul de la Istanbul din 2005. În același sezon Reina a debutat și la echipa națională a Spaniei, într-un meci amical împotriva Uruguayului, disputat pe 17 august 2005. Spania a câștigat atunci cu 2-0.
Sezonul 2005-2006 s-a dovedit a fi unul bun pentru Liverpool, care s-a clasat mai sus decât în anul precedent în Premier League și a reușit să câștige Cupa FA. A fost bun și pentru Reina, care a reușit să bată câteva recorduri ale lui Liverpool: pe 3 decembrie 2005 a reușit să nu primească gol în a șasea partidă consecutivă din Premier League, doborând recordul lui David James din sezonul 1996-1997. Recordul lui Reina avea să fie de opt meciuri fără să primească gol, întrerupt de un gol primit într-un meci al lui Liverpool cu eterna rivală, Everton FC.
Pe 16 aprilie 2006 Reina și-a serbat prezența cu numărul 50 în tricoul lui Liverpool prin menținerea porții sale intacte într-un meci cu Blackburn Rovers F.C.. Mulțumită acestui meci deține și recordul de cele mai puține goluri primite în primele cincizeci de meciuri la Liverpool, doborând un record care data din sezonul 1970-1971. Atunci, Ray Clemence primea 32 de goluri în primele sale cincizeci de meciuri, în timp ce Pepe a primit numai 29.
În mai 2006 Reina a primit premiul „Premier League's golden Gloves” („Mânușile de aur ale Premier League”), acordat deoarece acumulase 20 de partide fără să primească gol, mai multe decât Edwin van der Sar de la Manchester United sau Petr Čech de la Chelsea, de exemplu.

## Viața personală
Reina s-a căsătorit cu Yolanda Ruiz, de care îl lega o lungă prietenie, în Córdoba, pe 19 mai 2006, cu puțin timp înainte de a se alătura lotului național pentru Cupa Mondială din 2006. Cei doi au împreună trei copii , două fiice Grecia (născută în 2007) și Alma,și un fiu Luca Reina. Luca s-a născut la 26 mai 2011.

## Statistici carieră
La 8 aprilie 2014.
| Club              | Sezon         | Campionat      | Campionat | Campionat | Cupă    | Cupă   | Cupa Ligii | Cupa Ligii | Continental | Continental | Total   | Total  |
| Club              | Sezon         | Ligă           | Meciuri   | Goluri    | Meciuri | Goluri | Meciuri    | Goluri     | Meciuri     | Goluri      | Meciuri | Goluri |
| ----------------- | ------------- | -------------- | --------- | --------- | ------- | ------ | ---------- | ---------- | ----------- | ----------- | ------- | ------ |
| Barcelona         | 2000–01       | La Liga        | 19        | 0         | 7       | 0      | 0          | 0          | 7           | 0           | 33      | 0      |
| Barcelona         | 2001–02       | La Liga        | 11        | 0         | 1       | 0      | 0          | 0          | 4           | 0           | 16      | 0      |
| Barcelona         | Total         | Total          | 30        | 0         | 8       | 0      | 0          | 0          | 11          | 0           | 49      | 0      |
| Villarreal        | 2002–03       | La Liga        | 33        | 0         | 0       | 0      | 0          | 0          | 4           | 0           | 37      | 0      |
| Villarreal        | 2003–04       | La Liga        | 38        | 0         | 0       | 0      | 0          | 0          | 12          | 0           | 50      | 0      |
| Villarreal        | 2004–05       | La Liga        | 38        | 0         | 0       | 0      | 0          | 0          | 11          | 0           | 49      | 0      |
| Villarreal        | Total         | Total          | 109       | 0         | 0       | 0      | 0          | 0          | 27          | 0           | 136     | 0      |
| Liverpool         | 2005–06       | Premier League | 32        | 0         | 5       | 0      | 2          | 0          | 13          | 0           | 53      | 0      |
| Liverpool         | 2006–07       | Premier League | 35        | 0         | 0       | 0      | 1          | 0          | 14          | 0           | 51      | 0      |
| Liverpool         | 2007–08       | Premier League | 38        | 0         | 0       | 0      | 0          | 0          | 14          | 0           | 52      | 0      |
| Liverpool         | 2008–09       | Premier League | 38        | 0         | 2       | 0      | 0          | 0          | 11          | 0           | 51      | 0      |
| Liverpool         | 2009–10       | Premier League | 38        | 0         | 1       | 0      | 0          | 0          | 13          | 0           | 52      | 0      |
| Liverpool         | 2010–11       | Premier League | 38        | 0         | 1       | 0      | 0          | 0          | 11          | 0           | 50      | 0      |
| Liverpool         | 2011–12       | Premier League | 34        | 0         | 5       | 0      | 7          | 0          | 2           | 0           | 46      | 0      |
| Liverpool         | 2012–13       | Premier League | 31        | 0         | 0       | 0      | 0          | 0          | 8           | 0           | 39      | 0      |
| Liverpool         | Total         | Total          | 284       | 0         | 14      | 0      | 8          | 0          | 84          | 0           | 394     | 0      |
| Napoli (împrumut) | 2013–14       | Serie A        | 29        | 0         | 3       | 0      | 0          | 0          | 9           | 0           | 41      | 0      |
| Total carieră     | Total carieră | Total carieră  | 448       | 0         | 25      | 0      | 8          | 0          | 131         | 0           | 621     | 0      |

## Palmares

### Club
Villarreal
- Cupa UEFA Intertoto: 2002–03, 2003–04

Liverpool
- FA Cup: 2005–06
- Football League Cup: 2011–12
- FA Community Shield: 2006
- Supercupa Europei: 2005

Napoli
- Coppa Italia: 2013–14

### Internațional
Spania
- Campionatul Mondial de Fotbal: 2010
- Campionatul European de Fotbal: 2008, 2012

Spania U-16
- Campionatul European de Fotbal Under-16: 1999

### Individual
- Mănușa de Aur a Premier League: 2005–06, 2006–07, 2007–08
- Jucătorul sezonului la Liverpool FC: 2009–10
- Standard Chartered Liverpool Player of the Month (Jucătorul lunii): decembrie 2010

### Decorații
- Medalia de Aur a Ordinului Regal Spaniol pentru Merite Sportive: 2011[7]